# نيلتون روزا
نيلتون روزا (15 مارس 1943 - ) هو لاعب كرة قدم برازيلي في مركز الوسط، شارك في الألعاب الأولمبية الصيفية 1964. ولعب مع نادي فلومينينسي.

## وصلات خارجية
- نيلتون روزا على موقع أوليمبيديا (الإنجليزية)